# Paris-Laon
Paris-Laon est une course cycliste française, organisée au XXe siècle entre la Capitale et la ville de Laon située dans le département de l'Aisne, en région Hauts-de-France.

## Palmarès
| Année     | Vainqueur             | Deuxième         | Troisième           |              |
| --------- | --------------------- | ---------------- | ------------------- | ------------ |
| 1903      | Augustin Ringeval     | Huan             | Jauli               |              |
| 1904-1908 | Pas organisé          | Pas organisé     | Pas organisé        | Pas organisé |
| 1909      | Cunault               | Pierre Frère     | Léon Vallotton      |              |
| 1910-1912 | Pas organisé          | Pas organisé     | Pas organisé        | Pas organisé |
| 1913      | Robert Jacquinot      | Simon            | Jouannaud           |              |
| 1914-1930 | Pas organisé          | Pas organisé     | Pas organisé        | Pas organisé |
| 1931      | René Durin            | Désiré Hombersin | Roux                |              |
| 1932      | René-Paul Corallini   | Marcel Lallement | Georges Hubatz      |              |
| 1933      | Marcel Mary           | Roger Jacquelin  | André Deforge       |              |
| 1934      | Georges Hubatz        | Jean Loffi       | Pierre Rossignol    |              |
| 1935      | Pierre Legros         | Henri Brugniau   | Gustaaf Salembier   |              |
| 1936      | Galliano Pividori     | Roger Massé      | Michel Rognat       |              |
| 1937      | Robert Lesueur        | Pierre Dorel     | Mattei              |              |
| 1938      | Georges Hubatz        | Mahé             | Bernard             |              |
| 1939-1946 | Pas organisé          | Pas organisé     | Pas organisé        | Pas organisé |
| 1947      | Georges Hubatz        | René Baudoin     | Pierre Kariger      |              |
| 1948      | Roger Creton          | Robert Varnajo   | Guy Persico         |              |
| 1949      | Pas organisé          | Pas organisé     | Pas organisé        | Pas organisé |
| 1950      | Alphonse Hayez        | André Denhez     | Bernard Daussin     |              |
| 1951      | Georges Hubatz        | André Blin       | Riccardo Contardi   |              |
| 1952      | Yvon Hayez            | André Geneste    | Roger Hassenforder  |              |
| 1953      | Georges Hubatz        | Yvon Hayez       | Wladislaw Jusak     |              |
| 1954      | Roland Chapuis        | Bernard Daussin  | Stanislas Gnoinski  |              |
| 1955      | Pierre Le Don         | Matyjawski       | G. Merini           |              |
| 1956      | Joseph Wasko          | Jean Zahorodny   | Édouard Delberghe   |              |
| 1957      | Eugène Tamburlini     | Yvon Ramella     | Narcisio Carrara    |              |
| 1958      | Stéphane Lach         | Joseph Wasko     | Maurice Munter      |              |
| 1959      | Jean Czekala          | André Geneste    | Joseph Wasko        |              |
| 1960-1986 | Pas organisé          | Pas organisé     | Pas organisé        | Pas organisé |
| 1987      | Christophe Capelle    | Leigh Chapman    | Jean-Marc Follet    |              |
| 1988      | Greg Oravetz          | Marc Freze       | Jean-Marc Follet    |              |
| 1989      | Jean-Christophe Roger | Gérard Aviègne   | Bruno Lebras        |              |
| 1990      | Olaf Lurvik           | André Urbanek    | Pascal Chanteur     |              |
| 1991      | Andrzej Półkośnik     | Marek Świniarski | Frédéric Gabriel    |              |
| 1992      | Andrezj Pozak         | Fabian Pantaglou | Oleg Kozlitine      |              |
| 1993      | Gilles Maignan        | Fabrice Naessens | Fabian Pantaglou    |              |
| 1994      | Pas organisé          | Pas organisé     | Pas organisé        | Pas organisé |
| 1995      | Fabrice Naessens      | Pascal Galtier   | Benoît Farama       |              |
| 1996      | David Lefèvre         | Fabrice Férat    | Éric Beaune         |              |
| 1997      | Grzegorz Gwiazdowski  | Mickaël Leveau   | Frédéric Lecrosnier |              |
| 1998      | Walter Bénéteau       | Olivier Trastour | Cédrick Loue        |              |
| 1999      | Mickaël Leveau        | Marek Leśniewski | José Medina         |              |
| 2000      | Laurent Chotard       | Miika Hietanen   | Éric Leblacher      |              |